# فرزند چهارم
فرزند چهارم عنوان فیلم درام به نویسندگی و کارگردانی وحید موسائیان محصول سال ۱۳۹۱ می‌باشد. بیشتر صحنه‌های این فیلم که به سفارش بنیاد سینمایی فارابی ساخته شده بود، در مرز سومالی و کنیا فیلمبرداری شده بود که منطقه‌ای فاقد دولت مرکزی بوده و امنیت گروه فیلمبرداری را گروه‌های مسلح شبه‌نظامی بر عهده داشتند. این فیلم در سی و یکمین جشنواره فیلم فجر حاضر بود.

## تولید
فیلمبرداری فرزند چهارم در ایران، کنیا و سومالی و در شهرهای تهران، مومباسا، نایروبی، موگادیشو، گاریسا و … انجام شده‌است. فیلمبرداری این اثر از تاریخ ۱۲ مرداد ۱۳۹۱ در تهران آغاز شد و عوامل تولید در روز ۳۰ مرداد ۱۳۹۱ ایران را به مقصد سومالی ترک کردند و بعد از ۵۰ روز، به ایران بازگشتند.

## خلاصه داستان
داستان فیلم روایت زن سوپراستاری است که بنا بر دغدغه‌های شخصی و انسان‌دوستانه خود به عکاسی روی آورده و برای پیگیری همین سنخ دغدغه‌ها، قصد سفر به سومالی را دارد که …

## اکران
اکران عمومی فیلم روز ۸ مرداد ۱۳۹۲ در سینماهای تهران آغاز شد.
اکران خصوصی این فیلم مورخ ۲۱ مرداد، در سینما فرهنگ برای عوامل ساخت فیلم و مهمانانی ویژه از جمله سید محمد خاتمی، احمد مسجدجامعی، سیده ندا موسوی بجنوردی، سید محمود دعایی، سهیل محمودی، عبدالجبار کاکایی، ساعد باقری، فریدون عموزاده خلیلی، علیرضا تابش (مدیرعامل بنیاد فارابی)، محمد پورراد و سید فرید قاسمی برگزار شد. بعد از آن در شهریور ماه برای دکتر محمد رضا عارف و خانواده ایشان به نمایش درآمد.

## بازیگران
- مهدی هاشمی
- حامد بهداد
- حسین محب‌اهری
- مهتاب کرامتی
- ناصر گیتی‌جاه
- زهرا برومند

## حاشیه‌ها
- سیدمحمد خاتمی با نگارش یادداشت کوتاهی در دفتر یادبود «فرزند چهارم» این اثر را تحسین کرد و چنین نوشت:

«بسم‌الله الرحمن‌الرحیم، کار ارزشمند هنرمند والانگر جناب آقای موساییان «فرزند چهارم» اثری ارزنده و ماندگار، با مضمونی بلند و عالی و کارگردانی شایسته و هنرمندی بازیگران بنام. دیدن این اثر فرصتی و غنیمتی بزرگ بود. کار عزیزان را می‌ستایم و برایشان موفقیت روزافزون آرزو می‌کنم.»
- بازیگران و عوامل تولید این فیلم پیش از سفر به آفریقا و فیلمبرداری صحنه‌های باقی‌مانده از فیلم در آن مکان، بخشی از دستمزد خود را جهت کمک به زلزله‌زدگان زمین‌لرزه‌های آذربایجان شرقی (۱۳۹۱) اهدا کردند.[۶]
- روز هواپیمای ملخ‌دار حامل کارگردان و فیلمبردار که در حال فیلمبرداری از هواپیمای حامل بازیگران مجموعه بود، به دلیل نقص فنی مجبور به فرود اضطراری در شد که در این فرود اضطراری، سرنشینان آسیب جزئی دیدند و پس از خروج از هواپیما، با هلیکوپتر به بیمارستانی محلی منتقل شدند.[۷]